# C/1858 L1 (Донати)
Комета Донати (C/1858 L1, 1858 VI) — долгопериодическая комета, открытая итальянским астрономом Джованни Донати 2 июня 1858 года.
После Большой Кометы 1811 года, она была одной из наиболее ярких комет, явившихся в XIX веке. Предыдущая большая комета наблюдалась в 1854 году. Она была также первой сфотографированной кометой. Перигелий она прошла 30 сентября, в это время её хвост достигал 40° в длину и 10° в ширину. Наиболее близкого к Земле положения достигла 10 октября 1858 года. Возвращение кометы C/1858 L1 ожидается в XXXIX веке — около 3811 года.
Комета Донати фигурирует на ряде живописных полотен, таких как картина «Залив Пегвелл в Кенте — воспоминание о 5 октября 1858 года» шотландского художника Уильяма Дайса.